# Missionários do Verbo Divino
Missionários do Verbo Divino (Societas Verbi Divini, S.V.D.), Congregação do Verbo Divino, ou ainda Verbitas, é uma congregação religiosa católica fundada em Steyl, às margens do rio Mosa nos Países Baixos, no dia 8 de setembro de 1875, pelo padre alemão Arnaldo Janssen. Não pôde fazê-lo na Alemanha em razão da perseguição religiosa determinada por Otto von Bismarck contra os católicos com a sua Kulturkampf.

## História

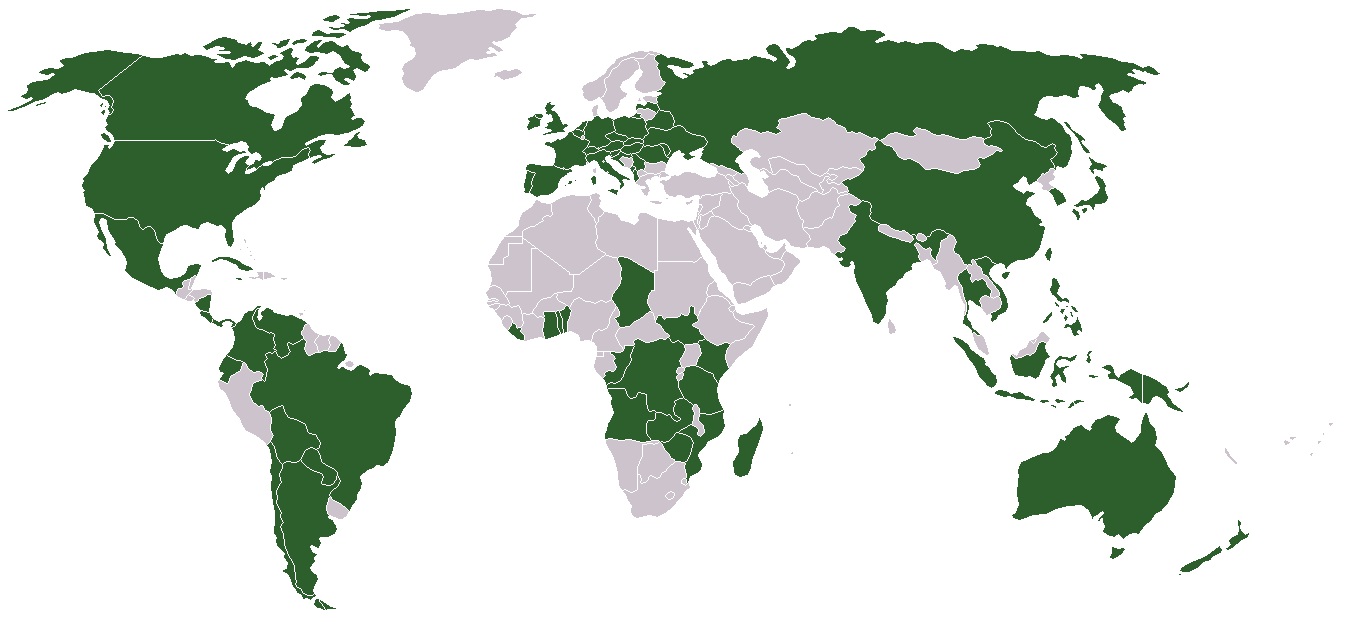
Países onde estão presentes os Missionários do Verbo Divino.

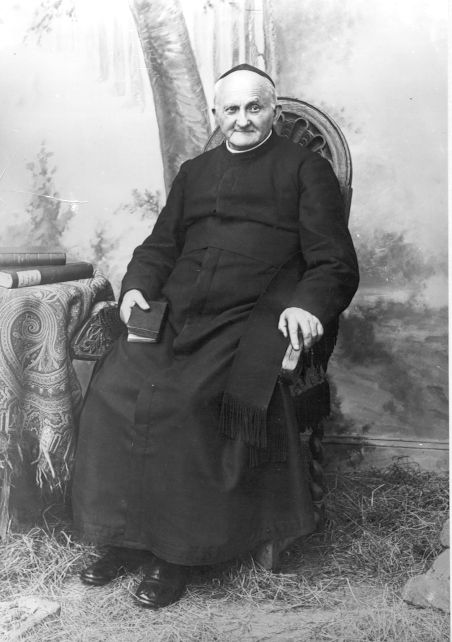
Arnaldo Janssen, o fundador

Santo Arnaldo Janssen fundou a Congregação do Verbo Divino - SVD, como uma comunidade missionária em 08 de setembro de 1875, em Steyl, na Holanda. Estava com 19 anos quando os primeiros missionários chegaram ao Brasil. Foi em 12 de março de 1895 que o pequeno transatlântico aportou em Vitória-ES. Com a autorização e as provisões do bispo de Petrópolis, os dois missionários se prepararam para visitar as colônias de língua alemã. Viajando em canoa e subindo os rios, chegaram às comunidades. Foram convidados pelos colonos do Tirol, nas pitorescas montanhas do Estado do Espírito Santo e na festa de São José, no dia 19 de março, tiveram como data da fundação verbita no Brasil.
A congregação conta em 2018 com 190 missionários no Brasil das mais diferentes nacionalidades, espalhados por quatro províncias Brasil Centro (BRC), em São Paulo, Rondônia e Amazonas, Brasil Norte (BRN), em Minas Gerais, Rio de Janeiro, Brasília, Bahia, Sergipe, Alagoas e Pernambuco, Brasil Sul (BRS) em Santa Cataria, Paraná e Mato Grosso do Sul e Região Amazônica (BRA), no Pará e Amapá. Em Portugal a congregação está presente em Tortosendo, Guimarães, Fátima, Lisboa, Almodôvar, Nisa, Minde e Aveiro.
De acordo com sua Constituição, os Verbitas consideram como dever o anúncio da Palavra de Deus a todos os povos, a criação de novas comunidades do Povo de Deus e a promoção do crescimento e a união entre si e com a Igreja inteira. Os verbitas trabalham, primeiro e antes de mais nada, onde o Evangelho ainda não foi anunciado, ou o foi insuficientemente, e onde a Igreja Local ainda não é auto-suficiente.
Em 2018, os Verbitas celebraram o seu 18º Capítulo Geral. O XVIII Capítulo Geral começou no dia 17 de Junho de 2018 e encerrou com a celebração da Eucaristia no dia 14 de Julho de 2018 no Centro Ad Gentes, em Roma. O Capítulo abordou o tema: “O amor de Cristo nos impele (2 Cor 5,14): Enraizados na Palavra, comprometidos com a sua Missão”. O Capítulo Geral é sempre uma ocasião para celebrar a união entre membros como irmãos na Congregação e, mais ainda, para eles inspirar o zelo pela nossa vida e atividade missionária. 
No ano de 2006 os Verbitas eram a sétima maior congregação missionária masculina do mundo, e continua crescendo mesmo nas crises da Igreja, mantendo o ideal do seu fundador, Santo Arnaldo Janssen.

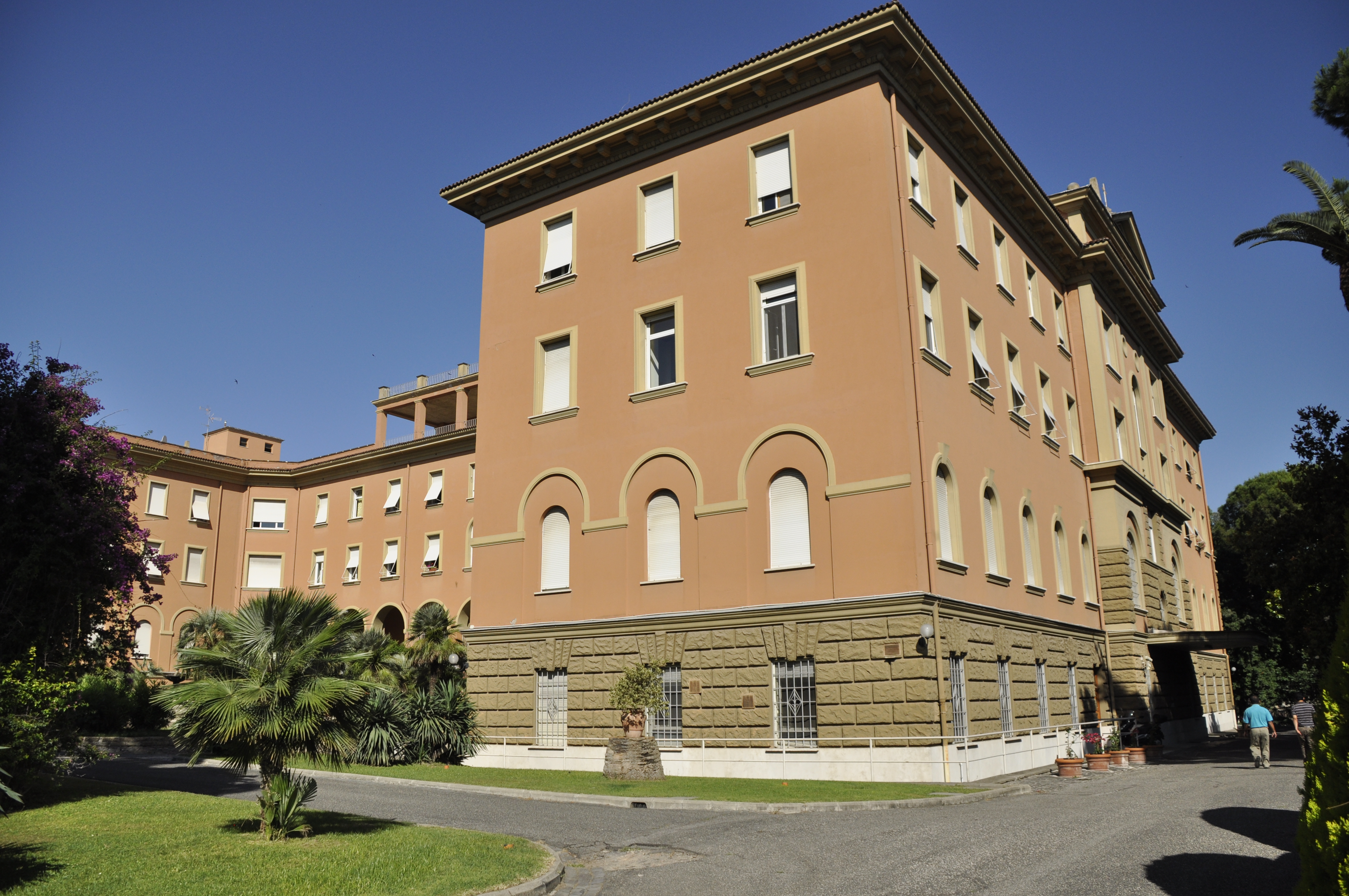
Colégio Verbo Divino, Generalato da Sociedade do Verbo Divino - Roma, Itália 01

Em 2018 estavam assim distribuídos os seus membros:
- Bispos: 48
- Padres:4137
- Irmãos: 538
- Irmãos de votos temporais:84
- Estudantes clérigos: 854
- Noviços: 344

Em 2018, os verbitas são 6005 missionários provenientes de 84 países nos cinco continentes.

## Superiores Gerais S.V.D.
1. Santo Arnaldo Janssen (8.9.1875 - 15.1.1909)
2. Nicolaus Blum (5.11.1909 - 29.10.1919)
3. Gulielmus Gier (28.9.1920 - 28.9.1932)
4. Ioseph Grendel (28.9.1932 - 8.10.1947)
5. Aloisius Große-Kappenberg (8.10.1947 - 27.8.1957)
6. Ioannes Bernardus Schütte (28.3.1958 - 15.12.1967)
7. Ioannes Baptista Paulus Musinsky (15.12.1967 - 12.11.1977)
8. Henricus Heekeren (12.11.1977 - 27.6.1988)
9. Henricus Barlage (27.6.1988 - 29.9.2000)
10. Antonius Pernia (29.9.2000 - 29.9.2012)
11. Heinz Kulüke (29.9.2012 - 4.7.2018)
12. Paulus Budi Kleden (4.7.2018 - 25.5.2024)
13. Anselmo Ricardo Ribeiro ( 5.7.2024 - atual)